# Danh sách di sản thế giới tại Áo
Ủy ban Di sản thế giới là một cơ quan của Tổ chức Giáo dục, Khoa học và Văn hóa Liên Hợp Quốc (UNESCO), đây là tổ chức có tầm quan trọng đến việc bảo tồn các di sản văn hóa và thiên nhiên theo Công ước Di sản thế giới của UNESCO năm 1972. Di sản văn hóa bao gồm các di tích (chẳng hạn như các công trình kiến trúc, tác phẩm điêu khắc lớn hoặc chữ khắc), các cụm công trình và địa điểm (bao gồm cả các địa điểm khảo cổ). Các đặc điểm tự nhiên (bao gồm các thành hệ vật lý và sinh học), các thành hệ địa chất và sinh lý (bao gồm cả môi trường sống của các loài động vật và thực vật bị đe dọa) và các địa điểm tự nhiên quan trọng theo quan điểm của khoa học, bảo tồn hoặc vẻ đẹp tự nhiên, được xác định là di sản tự nhiên. Áo đã phê chuẩn công ước vào ngày 18 tháng 12 năm 1992, khiến cho các di tích của quốc gia này đủ điều kiện để được xét đưa vào danh sách.
Các địa điểm ở Áo lần đầu tiên được đưa vào danh sách tại kỳ họp thứ 20 vào năm 1996 của Ủy ban Di sản thế giới tổ chức tại Mérida, Yucatán, Mexico. Tại kỳ họp đó, Trung tâm lịch sử Salzburg, Dinh thự và vườn Schönbrunn là hai di sản đầu tiên được công nhận. 
Tính đến năm 2021, Áo có tổng cộng 12 di sản thế giới và 10 địa điểm nằm trong danh sách dự kiến. Trong số này, có năm di sản xuyên quốc gia: Cảnh quan văn hóa Fertö/Neusiedlersee chung với Hungary, Nhà sàn thời tiền sử xung quanh dãy núi Anpơ chung với Pháp, Đức, Ý, Slovenia và Thụy Sĩ, Các khu rừng sồi nguyên sinh trên dãy Carpath và các khu vực khác của châu Âu chung với 17 quốc gia thuộc Châu Âu, các thị trấn Spa lớn của châu Âu với Bỉ, Cộng hòa Séc, Đức, Pháp, Ý, và Vương quốc Anh; Biên thành Danube với Đức và Slovakia. Năm 2017, Trung tâm Lịch sử Vienna bị liệt vào Danh sách di sản thế giới bị đe dọa do các tòa nhà cao tầng mới được quy hoạch. Chỉ có một di sản thuộc loại hình tự nhiên.

## Danh sách
UNESCO liệt kê các địa điểm theo mười tiêu chí, mỗi mục phải đáp ứng ít nhất một trong các tiêu chí. Tiêu chí (i) đến (vi) là di sản văn hóa, trong khi (vii) đến (x) là di sản thiên nhiên.
| Di sản                                                                         | Hình ảnh                         | Vị trí                                                | Năm công nhận | Dữ liệu của UNESCO             | Mô tả |
| ------------------------------------------------------------------------------ | -------------------------------- | ----------------------------------------------------- | ------------- | ------------------------------ | --- |
| Trung tâm lịch sử Salzburg                                                     |                                  | Salzburg                                              | 1996          | 784; ii, iv, vi (văn hóa)      | Salzburg đóng vai trò quan trọng trong sự giao thoa giữa các nền văn hóa Ý và Đức, dẫn đến sự nở rộ của hai nền văn hóa và sự giao lưu lâu dài giữa chúng, đặc biệt là kiến trúc Baroque. Salzburg là một ví dụ điển hình về thành bang giáo hội Châu Âu, với nhiều công trình kiến trúc quan trọng, cả thế tục lẫn tôn giáo, từ thời Gothic đến thế kỷ 20. Thành phố cũng nổi tiếng về nghệ thuật, tiêu biểu là nhà soạn nhạc Wolfgang Amadeus Mozart. |
| Dinh thự và vườn Schönbrunn                                                    |                                  | Vienna                                                | 1996          | 786; i, iv (văn hóa)           | Schönbrunn nơi cư trú của các hoàng đế nhà Habsburg từ thế kỷ 18 đến năm 1918. Nó được xây dựng theo kiến trúc Rococo, được thiết kế bởi các kiến trúc sư Johann Bernhard Fischer von Erlach và Nicolaus Pacassi. Đây là nơi có vườn thú lâu đời nhất trên thế giới vẫn còn hoạt động. |
| Hallstatt-Dachstein/Cảnh quan văn hóa Salzkammergut                            |                                  | Salzkammergut                                         | 1997          | 806; iii, iv (văn hóa)         | Từ việc khai thác các mỏ muối, bắt đầu từ thiên niên kỷ thứ 2 TCN, đã mang lại sự thịnh vượng cho khu vực. Thị trấn được đặt theo tên của nền văn hóa Hallstatt trong thời đại đồ sắt. Khu vực nổi tiếng với các dãy núi và hang động, hang động dài nhất trong số đó có chiều dài 81 km (50 mi). |
| Tuyến đường sắt Semmering                                                      |                                  | Gloggnitz, Semmering, Áo                              | 1998          | 785; ii, iv (văn hóa)          | Đường sắt Semmering được xây dựng giữa năm 1848 và 1854 có chiều dài 41 km (25 mi) băng qua những ngọn núi hiểm trở. Dự án được thực hiện vào thời gian mà ngành công nghiệp đường sắt còn non trẻ, và cần được tu sửa lại. Các đường hầm, cầu cạn và các công trình khác vẫn đang được sử dụng cho đến ngày nay. |
| Thành phố Graz – Trung tâm lịch sử và Schloss Eggenberg                        |                                  | Graz                                                  | 1999          | 931; ii, iv (văn hóa)          | Một nhánh Gia tộc Habsburg đã sinh sống tại Graz trong nhiều thế kỷ. Các thành viên nhà Habsburg và các quý tộc địa phương đã xây dựng và mở rộng Graz qua nhiều thế kỷ, tạo nên một thành phố lớn với các lâu đài mang một số phong cách kiến trúc khác nhau. |
| Cảnh quan văn hóa Wachau                                                       |                                  | Wachau                                                | 2000          | 970; ii, iv (văn hóa)          | Wachau là một thung lũng dài 40 km (25 mi) dọc theo sông Danube giữa Melk và Krems. Thung lũng đã có người sinh sống từ thời tiền sử và là một khu vực quan trọng, có một số thị trấn lịch sử, làng mạc, tu viện, lâu đài và tàn tích. |
| Cảnh quan văn hóa Fertö/Neusiedlersee*                                         |                                  | Burgenland                                            | 2001          | 772; v (văn hóa)               | Khu vực Hồ Fertö/Neusiedler từng bị nhiều dân tộc khác nhau chiếm đóng trong 8 thiên niên kỷ. Mạng lưới thị trấn và làng mạc đầu tiên có niên đại từ thế kỷ 12 đến thế kỷ 13. Một số cung điện được xây dựng vào thế kỷ 18 và 19. Địa điểm là di sản xuyên quốc gia, chung với Hungary. |
| Trung tâm lịch sử Vienna                                                       |                                  | Vienna                                                | 2001          | 1033; ii, iv, vi (văn hóa)     | Vienna, thủ đô của Hoàng tộc Habsburg, từ lâu đã được xem là thủ đô âm nhạc của châu Âu. Trung tâm lịch sử có nhiều quần thể kiến trúc theo nhiều phong cách khác nhau, bao gồm các lâu đài và khu vườn Baroque, và Ringstraße xây dựng vào cuối thế kỷ 19. Vào năm 2017, di sản này bị liệt vào danh sách di sản thế giới bị đe dọa do các tòa nhà cao tầng mới được quy hoạch.                                                                        |
| Nhà sàn thời tiền sử xung quanh dãy núi Anpơ*                                  |                                  | Attersee, Keutschach, Seewalchen am Attersee, Mondsee | 2011          | 1363; iv, v (văn hóa)          | Tàn tích của các nhà sàn thời tiền sử xung quanh và trên dãy Anpơ được xây dựng từ khoảng 5000 đến 500 trước Công nguyên trên các bờ hồ, sông hoặc vùng đất ngập nước. Chúng tái hiện nhiều thông tin về cuộc sống và thương mại về các nền văn hóa thời kỳ đồ đá mới và thời kỳ đồ đồng nông nghiệp ở Anpơ Châu Âu. Có năm địa điểm được liệt kê ở Áo. Địa điểm chung với Pháp, Đức, Ý, Slovenia và Thụy Sĩ.                                           |
| Các khu rừng sồi nguyên sinh trên dãy Carpath và các khu vực khác của châu Âu* |                                  | Dürrenstein, Kalkalpen                                | 2017          | 1113; ix (thiên nhiên)         | Rừng sồi nguyên sinh trên dãy Carpathia được sử dụng để nghiên cứu sự phát tán của cây sồi (Fagus sylvatica) ở Bắc bán cầu qua nhiều môi trường khác nhau và môi trường trong rừng. Địa điểm được liệt kê trong danh sách lần đầu tiên vào năm 2007 ở Slovakia và Ukraine. Danh sách được mở rộng vào năm 2011, 2017 và 2021 với tổng số 18 quốc gia. Ở Áo địa điểm được liệt kê vào năm 2017, một ở Dürrenstein và bốn ở Kalkalpen (ảnh).              |
| Biên giới của Đế chế La Mã - Biên thành Danube (Phân đoạn phía Tây)*           | Map of Danubian Limes in Austria | Hạ Áo, Thượng Áo, Vienna                              | 2021          | 1608rev; ii, iii, iv (văn hóa) | Biên thành Danube, một mạng lưới các công sự dọc sông Danube, bảo vệ biên giới của Đế chế La Mã. Phần ở Áo dài 357,5 km (222,1 mi), gồm 46 địa điểm. Di sản xuyên quốc gia chung với Đức và Slovakia. |
| Các thị trấn Spa lớn của châu Âu*                                              | Park entrance in Baden bei Wien  | Baden bei Wien                                        | 2021          | ii, iii, iv, vi (văn hóa)      | Các thị trấn Spa lớn của Châu Âu bao gồm 11 thị trấn spa ở bảy quốc gia Châu Âu, nơi nước khoáng được sử dụng cho mục đích chữa bệnh, trị liệu và thư giãn trước khi ngành y học nghề nghiệp phát triển vào thế kỷ 19. Có một thị trấn trong danh sách ở Áo, thị trấn Baden bei Wien. |

## Danh sách dự kiến
Ngoài các địa điểm đã được ghi trong danh sách Di sản thế giới, các quốc gia thành viên có thể duy trì danh sách các địa điểm dự kiến để xem xét đề cử trong tương lai. Đề cử cho danh sách Di sản thế giới chỉ được chấp nhận nếu địa điểm trước đó đã được liệt kê trong danh sách di sản dự kiến. Tính đến năm 2021, Áo có 10 địa điểm trong danh sách dự kiến:
| Địa điểm                                                    | Hình ảnh                      | Vị trí                     | Năm đề cử | Tiêu chí UNESCO              | Mô tả |
| ----------------------------------------------------------- | ----------------------------- | -------------------------- | --------- | ---------------------------- | --- |
| Tu viện Kremsmünster                                        | Tu viện Kremsmünster          | Kremsmünster               | 1994      | i, ii, iii, iv, vi (văn hóa) | tu viện Biển Đức được xây dựng vào thế kỷ thứ 8, và trở thành trung tâm tôn giáo và giáo dục. Nó được trùng tu vào thế kỷ 17 và 18 theo phong cách Baroque. Tu viện lưu giữ các bản thảo thời Trung cổ có giá trị và một bộ sưu tập các kho tàng nghệ thuật. |
| Rừng Bregenz                                                | Damülser Mittagspitze, 2,095m | Vorarlberg                 | 1994      | iv, v (văn hóa)              | Khu vực này phần lớn vẫn duy trì phương thức canh tác truyền thống bao gồm các nhà nông trang, các ngôi làng có niên đại từ thế kỷ 18 và 19. Các xưởng gia công dệt may nhỏ là khởi đầu của sự phát triển công nghiệp trong khu vực. |
| Nhà thờ chính tòa Gurk                                      | Damülser Mittagspitze, 2,095m | Gurk                       | 1994      | i, iii, iv (văn hóa)         | Từng là nhà thờ chính tòa của Gurk, có từ thế kỷ 12, là một trong những ví dụ điển hình về các nhà thờ kiểu kiến trúc Romanesque ở Áo. Đặc điểm đáng chú ý của nhà thờ là hầm mộ "trăm cột", nơi chôn cất người sáng lập, Thánh Hemma của Gurk, cùng với bộ sưu tập bích họa phong phú. |
| Lâu đài Hochosterwitz                                       | Lâu đài Hochosterwitz         | Carinthia                  | 1994      | i, iii, iv (văn hóa)         | Là một trong những lâu đài thời Trung cổ vĩ đại nhất ở Áo, nằm trên một ngọn đồi cao giữa vùng đồng bằng. Lối vào lâu đài được bảo vệ bởi 14 cổng kiên cố. Cấu trúc hiện tại của nó có niên đại từ thế kỷ 16. |
| Tu viện Heiligenkreuz                                       | Tu viện Heiligenkreuz         | Heiligenkreuz              | 1994      | i, ii, iii, iv (văn hóa)     | Tu viện Heiligenkreuz là một tu viện Xitô được xây dựng vào thế kỷ 12. Các khu vực trong khu phức hợp từ thời Trung cổ được bảo tồn và vẫn được sử dụng cho các mục đích ban đầu cho đến ngày nay, trong khi các phần mở rộng sau đó được xây dựng theo phong cách Baroque. |
| Đường mòn Iron, cùng với Mỏ Erzberg và thị trấn cổ Steyr    | Steyr                         | Thượng Áo                  | 2002      | i, ii, iii, iv (văn hóa)     | Vùng Erzberg, giữa hai thị trấn Leoben và Hieflau ở Styria, là nơi có trữ lượng lớn quặng sắt. Việc khai thác mỏ lộ thiên làm biến đổi các sườn núi, trong khi khu vực này có một số cơ sở nấu luyện và buôn bán sắt. Thị trấn cổ Steyr là một trong những thị trấn công nghiệp lịch sử quan trọng nhất ở Áo, nằm ở nơi hợp lưu của hai con sông, là nơi phát triển ngành công nghiệp sắt. |
| Cảnh quan văn hóa "Innsbruck-Nordkette/Karwendel"           | Innsbruck                     | Tyrol                      | 2002      | i, ii, iii, iv (văn hóa)     | Thành phố Innsbruck được thành lập ở ngã ba của một số tuyến đường thương mại quan trọng, là nơi ở của các công tước, vua và hoàng đế từ thời Hậu Trung Cổ. Một số địa danh nổi bật bao gồm Goldenes Dachl (Golden Roof) và Court Church, nơi chứa hài cốt của Maximilian I. Thành phố nằm dưới chân dãy núi Nordkette, một phần của dãy Karwendel, là một địa điểm thu hút khách du lịch với đặc trưng là những đồng cỏ Anpơ.                                                                                      |
| Vườn quốc gia Hohe Tauern                                   | Grossglockner                 | Carinthia, Salzburg, Tyrol | 2003      | vii, viii, ix, x (tự nhiên)  | Vườn quốc gia là nơi sinh sống của các loài động thực vật đặc hữu của vùng núi Anpơ, đồng thời cũng là nơi chứng kiến các quá trình địa mạo hình thành nên những ngọn núi. Một phần của vườn được bao phủ bởi sông băng. Đường đèo nơi đây đã được xây dựng từ thiên niên kỷ thứ 2 trước Công nguyên. Đường Thượng Alpen Großglockner, được xây dựng vào những năm 1930, là một thành tựu tiên phong quan trọng. |
| Thị trấn Hall in Tyrol – The Mint                           | Hall in Tyrol                 | Hall in Tyrol              | 2013      | i, ii, iv (văn hóa)          | Thị trấn Hall được thành lập vào thế kỷ 13. Thị trấn nổi tiếng khi Đại công tước Sigmund di dời xưởng đúc tiền của Tyrol từ Meran đến Hall vào năm 1477. Xưởng đúc tiền này sản xuất ra những đồng bạc chất lượng cao, được gọi là thaler, và cũng chứng kiến một số cải tiến công nghệ, chẳng hạn như đúc máy ép con lăn thay thế đúc bằng búa. Trung tâm lịch sử xây dựng theo phong cách Gothic muộn, vẫn còn hoàn toàn nguyên vẹn, là ví dụ điển hình về quy hoạch thị trấn và phát triển đô thị thời Trung cổ. |
| Đường Großglockner Thượng Anpơ/Großglockner Hochalpenstraße | Grossglockner road            | Carinthia, Salzburg        | 2016      | i, ii, iv (văn hóa)          | Con đường được xây dựng vào những năm 1930 với phong cảnh núi non nguyên sơ để giúp khách du lịch có thể chiêm ngưỡng, góp phần không nhỏ trong sự phât triển của ngành du lịch ở vùng Thượng Anpơ. Con đường đại diện cho sự phát triển kỹ thuật xây dựng đường trên núi cao và việc quản lý các địa điểm du lịch vào đầu thế kỷ 20. |